# Mbube
"Mbube", também conhecida como "Wimoweh", ou pelo nome da sua versão em inglês "The Lion Sleeps Tonight", é uma canção de Solomon Linda que a gravou originalmente em 1939 com o seu grupo The Evening Birds para a gravadora Sul-Africana Record Company Gallo. Nos anos 1990, foi novamente popularizada, por ter sido utilizada como música principal do filme da Walt Disney, O Rei Leão.

## História
"Mbube", significa leão na língua zulu e foi o nome que Solomon Linda, um compositor e cantor Sul Africano de origem Zulu, deu a uma música que escreveu em 1920. De acordo com a jornalista sul-Africano Rian Malan, "Mbube" não foi a música mais marcante, mas havia algo terrivelmente convincente sobre o canto subjacente, uma densa malha de baixo e vozes masculinas por cima do qual Salomão improvisou por dois minutos emocionantes, alcançando a imortalidade apenas nos segundos finais, quando Solly respirou fundo, abriu a boca e improvisou a melodia que o mundo agora associados com estas palavras: Na selva, a selva poderosa, o leão dorme hoje à noite.
Foi lançada pela Record Company Gallo em 1939 em disco de 78 rpm  e comercializada para o público negro, "Mbube" tornou-se imediatamente um sucesso e Solomon Linda uma estrela em todoa a África do Sul. Em 1948 a canção vendeu aproximadamente 100.000 cópias em África e entre os imigrantes negros sul-Africanos na Grã-Bretanha e emprestou o seu nome para o estilo africano de a cappella, popularizado pelo grupo Ladysmith Black Mambazo.
Em 1949, Alan Lomax, que então trabalhava como director de música folk para a Decca Records, mostrou a gravação da música ao seu amigo Pete Seeger do grupo The Weavers que depois de ter cantado a música pelo menos durante um ano nos concertos do seu grupo, resolve gravar uma versão intitulada "Wimoweh" que chegou ao top ten da Billboard, resultando em imensos covers de outros grupos.

## Versões
A música teve várias versões desde que Solomon Linda e os The Evening Birds a gravaram, destacando-se vários grupos e cantores que criaram covers com os nomes Mbube, Wimoweh e The Lion Sleeps Tonight.

### Mbube
- 1960 Miriam Makeba, no álbum Miriam Makeba
- 1988 Ladysmith Black Mambazo, no genérico do filme Coming to America
- 1994 Ladysmith Black Mambazo, como Mbube (The Lion Sleeps Tonight), no álbum Gift of the Tortoise

### Wimoweh
- 1952: The Weavers: US #6
- 1952: Jimmy Dorsey
- 1952: Yma Sumac
- 1957: The Weavers, no álbum Live
- 1959: The Kingston Trio
- 1961: Karl Denver: UK #4
- 1962: Bert Kaempfert, no álbum That Happy Feeling
- 1993: Nanci Griffith com Odetta, no álbum Other Voices, Other Rooms
- 1994: Roger Whittaker, no álbum Roger Whittaker Live!
- 1999: Desmond Dekker, no álbum Halfway To Paradise

### The Lion Sleeps Tonight
- 1961: The Tokens: US #1, UK #11
- 1962: Henri Salvador: (Em francês: "Le lion est mort ce soir") FR #1
- 1965: The New Christy Minstrels
- 1971: Eric Donaldson
- 1972: Robert John: US #3
- 1972: David Newman: UK #34
- 1974: Ras Michael
- 1975: Brian Eno
- 1979: The Stylistics
- 1982: Tight Fit: UK #1, NL #1 [4]
- 1982: The Nylons
- 1989: Sandra Bernhard
- 1992: They Might Be Giants com Laura Cantrell
- 1993: Pow woW: FR #1, cover da versão de Henri Salvador.
- 1993: R.E.M.
- 1994: Dennis Marcellino
- 1994: Tonic Sol-Fa
- 1997: 'N Sync
- 2001: Rockapella
- 2001: Straight no chaser
- 2003: Cooldown Cafe & Gebroeders Co, Gerard Joling